# Baronia de Montpalau
La Baronia de Montpalau va ser una jurisdicció senyorial creada al segle x pels Montseny. Estava lligada al Castell de Montpalau.

## Orígens
La baronia va aparèixer al segle x, creada per Odó de Sesagudes, dins dels territoris del comtat de Girona com una senyoria menor.

## Història
A partir de 1113, la senyoria major de la baronia va ser donada als Cabrera, mentre que la menor va romandre a mans dels Montseny. La branca dels Montseny que ostentaven la baronia, passaren a anomenar-se Montpalau. A partir del 1328, la senyoria menor es va integrar al vescomtat de Cabrera, quedant en mans dels Cabrera tot el domini ja sobre la mateixa. El 1566 els Cabrera la van vendre a la casa dels Montcada fins que, a partir del 1756, va passar a mans dels Medinaceli per herència.

## Dominis territorials
Situat al sud-oest del Comtat de Girona, inicialment comprenia les parròquies d'Arenys, Sant Iscle de Vallalta, Sant Cebrià de Vallalta, Hortsavinyà i Vallmanya, així com part de la de Sant Pere de Pineda. A partir del segle xv van aparèixer les parròquies d'Arenys de Mar, Canet de Mar i Sant Pol de Mar, també incloses en els dominis.

## Llista dels barons de Montpalau

### Casa dels Montseny
- ?-?: Odó de Sesagudes
- ?-1071: Umbert Odó, fill de l'anterior
- 1071-1112: Guillem Umbert I de Montseny, fill de l'anterior
- 1112-1151: Guillem Umbert II de Montseny, fill de l'anterior
- 1151-1178: Riembau I de Montseny, germà de l'anterior
- 1178-1239: Guillem III de Montseny, fill de l'anterior
- 1239-?: Guillem I de Montclús, fill de l'anterior
- ?-1276: Guillem II de Montclús, fill de l'anterior
- 1276-1278: Riembau II de Montclús, fill de l'anterior

### Casa dels Cabrera
- 1328- 1332: Bernat I de Cabrera
- 1332- 1343: Bernat II de Cabrera fill de l'anterior
- 1343- 1349: Ponç IV de Cabrera fill de l'anterior
- 1349- 1350: Bernat II de Cabrera (reprèn el títol de mans del seu fill)
- 1350- 1358: Bernat III de Cabrera fill de l'anterior
- 1373 - 1423: Bernat IV de Cabrera fill de l'anterior
- 1423- 1466: Bernat V de Cabrera fill de l'anterior
- 1466- 1474: Joan I de Cabrera fill de l'anterior
- 1474- 1477: Joan II de Cabrera fill de l'anterior
- 1477- 1526: Anna I de Cabrera germana de l'anterior
- 1526- 1565: Anna II de Cabrera i de Montcada neboda del germanastre de l'anterior
- 1565- 1572: Luis II Enríquez de Cabrera fill de l'anterior

### Casa dels Montcada
- 1572 - 1594: Francesc de Montcada i de Cardona comprat a l'anterior
- 1594- 1626: Gastó II de Montcada i de Gralla fill de l'anterior
- 1626- 1635: Francesc de Montcada i de Montcada fill de l'anterior
- 1635- 1670: Guillem Ramon IV de Montcada fill de l'anterior
- 1670- 1674: Miguel Francisco de Montcada y Silva fill de l'anterior
- 1674- 1727: Guillem Ramon de Montcada i Portocarrero-Meneses fill de l'anterior
- 1727- 1756: Maria Teresa de Montcada y Benavides filla de l'anterior

### Casa dels Medinaceli
- 1756 - 1789: Pedro de Alcántara Fernández de Córdoba y de Montcada fill de l'anterior
- 1789 - 1806: Luis María Fernández de Córdoba y Gonzaga fill de l'anterior
- 1806 - 1840: Luis Joaquín Fernández de Córdoba y Benavides fill de l'anterior
- 1840 - 1873: Luis Tomás Fernández de Córdoba i Ponce de León fill de l'anterior
- 1873 - 1879: Luis Fernández de Córdoba i Pérez de Barradas fill de l'anterior
- 1880 - 1956: Luis Jesús Fernández de Córdoba i Salabert fill de l'anterior
- 1956 - 2013: Victòria Eugènia Fernández de Córdoba i Fernández de Henestrosa filla de l'anterior